# Reinicio (ficción)

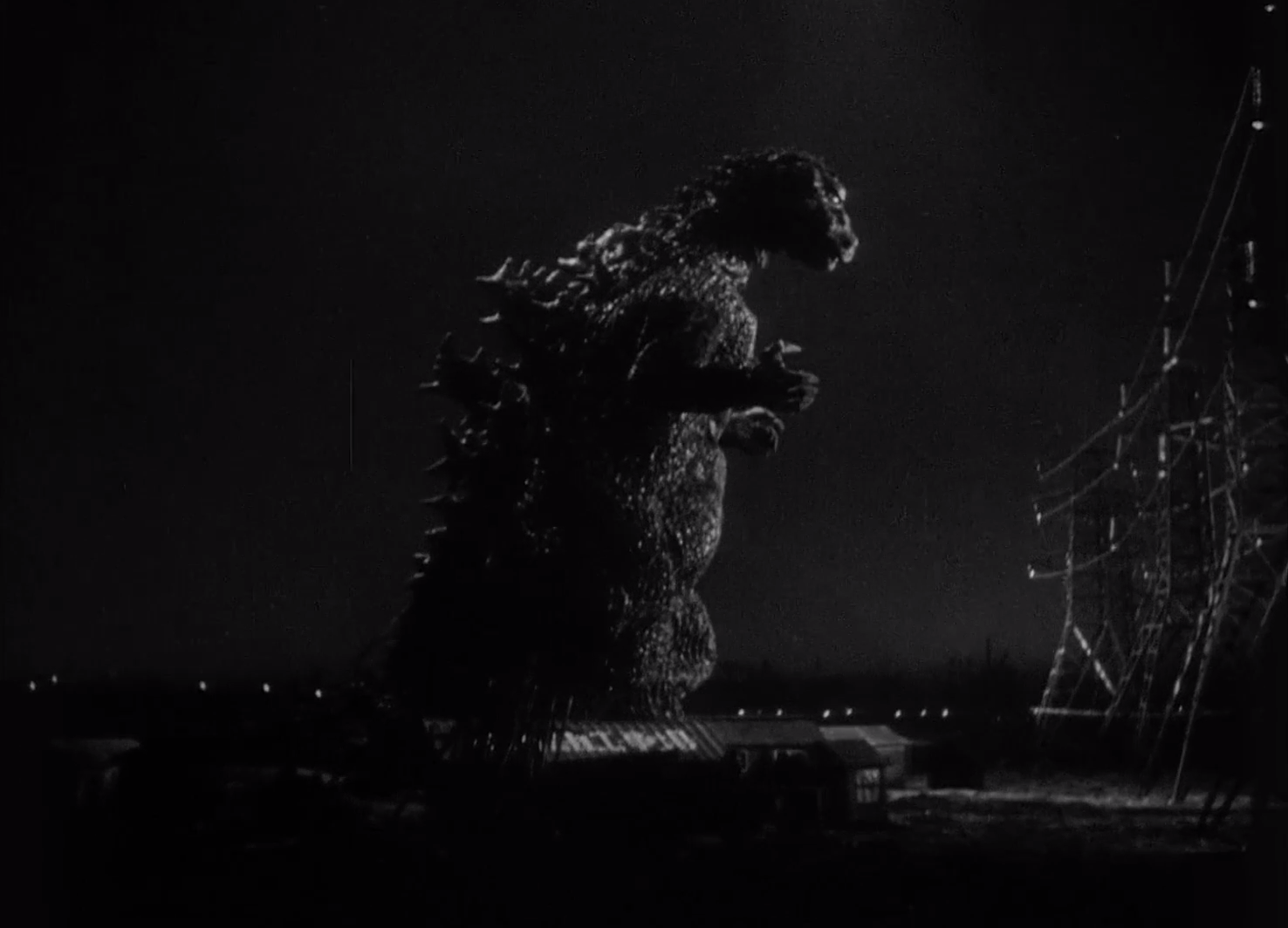
Escena de Godzilla: El rey de los monstruos (1956), que fue una versión estadounidense del clásico film japonés Gōjira (1954), y es considerado como un ejemplo clásico de un reinicio o reboot de una franquicia

Un reinicio (término derivado de la palabra en inglés reboot) en los conceptos de ficción se refiere al relanzamiento de una historia presentando una inflexión de la serie, no forzosamente siguiendo la historia previa, sino solo conservando los elementos más importantes. La idea es guardar los aspectos que se consideren mejores o más funcionales para darle continuidad y, en consecuencia, ignorar los elementos que resulten más irregulares o que menos hayan gustado al público o la crítica. 
La idea es seguir bajo el parámetro subjetivo de los propietarios del concepto, quienes tomarán decisiones presuntamente de acuerdo a lo que deseen ver los seguidores del concepto en cuestión, aunque comenzando todo de nuevo, desde el inicio, con ideas más «frescas» o reinterpretadas. Así, la historia previa establecida es anulada o solo ignorada por los escritores y propietarios del concepto, dejándola como irrelevante para la nueva continuidad, la cual pretenderán seguir con mayor cuidado y recelo.
Aunque el reinicio es una práctica frecuente en el medio de los cómics, la popularidad llegó de cierto auge en el cine y en los videojuegos.

## El término «reinicio»
El término se adoptó en los medios de modo reciente, aunque la palabra se toma de la informática, el arranque, en el cual cada vez que una computadora se inicia ha borrado toda la memoria existente de la sesión operativa previa, mientras en la ficción es un modo de atraer a las generaciones recientes al concepto de que se trate, o solo renovarlo cuando ya se encuentra muy desgastado, para lo cual se emplean equipos nuevos de producción y dirección, quienes no estén del todo familiarizados con aquellos que anteriormente se hayan hecho cargo.

## Comparación con las recreaciones y las precuelas
Un reinicio difiere de una recreación y una precuela (o protosecuela) en que estos dos, por lo general, son consistentes con el canon previamente establecido en la continuidad existente del concepto. Una recreación o remake es literalmente rehacer (su traducción literal) una película o serie de televisión, manteniendo personajes, línea de eventos, o hasta la historia completa, etcétera, es por ello que en español se los llama «refritos» como un modo de denostarlos. Una precuela narra la historia inicial que no se haya escenificado con anterioridad, pudiendo llegar a «corregir» algunos aspectos, aunque cree una inconsistencia con la historia ya existente; además, suelen realizarse por el mismo equipo creativo involucrado en la continuidad existente. Un reinicio, por otra parte, ignora la continuidad previa, pese a lo extensa que esta sea, reemplazándola con un nuevo canon.

## Reinicio parcial
El término soft-reboot (traducido literalmente como reinicio suave) se utiliza para describir cuando se sigue con la continuidad de la trama anterior, pero añadiendo nuevas historias o solo corrigiendo del modo más leve posible la continuidad. Usualmente se usa para darle más libertad a los escritores sin desechar completamente el escenario presentado anteriormente.

## Reinicios en el cine
| Franquicia                   | Año  | Reinicio                                                                           | Año del reinicio    |
| ---------------------------- | ---- | ---------------------------------------------------------------------------------- | ------------------- |
| Godzilla                     | 1954 | Godzilla Godzilla 2000: Millennium Godzilla                                        | 1984 1998 1999 2014 |
| James Bond                   | 1962 | Casino Royale                                                                      | 2006                |
| Star Trek                    | 1966 | Star Trek                                                                          | 2009                |
| Kingsman: The Secret Service | 2014 | The King's Man                                                                     | 2021                |
| El planeta de los simios     | 1968 | El planeta de los simios Rise of the Planet of the Apes                            | 2001 2011           |
| The Texas Chain Saw Massacre | 1974 | The Texas Chainsaw Massacre                                                        | 2003                |
| Halloween                    | 1978 | Halloween                                                                          | 2007                |
| Transformers                 | 2007 | Bumblebee                                                                          | 2018                |
| Superman                     | 1978 | El hombre de acero Superman                                                        | 2013 2025           |
| Las tortugas ninja           | 1990 | Tortugas Ninja Tortugas Ninja: Caos Mutante                                        | 2014 2023           |
| Friday the 13th              | 1980 | Viernes 13                                                                         | 2009                |
| The Evil Dead                | 1981 | Posesión infernal                                                                  | 2013                |
| Lara Croft: Tomb Raider      | 2001 | Tomb Raider                                                                        | 2018                |
| The Terminator               | 1984 | Terminator Génesis Terminator: Dark Fate                                           | 2015 2019           |
| A Nightmare on Elm Street    | 1984 | A Nightmare on Elm Street                                                          | 2010                |
| Los cazafantasmas            | 1984 | Cazafantasmas                                                                      | 2016                |
| RoboCop                      | 1987 | RoboCop                                                                            | 2014                |
| Batman                       | 1989 | Batman Begins Batman v Superman: Dawn of Justice The Batman The Brave and The Bold | 2005 2016 2022 TBA  |
| Blade: cazador de vampiros   | 1998 | Blade                                                                              | TBA                 |
| Spider-Man                   | 2002 | The Amazing Spider-man Spider-Man: Homecoming                                      | 2012 2017           |
| Hulk                         | 2003 | The Incredible Hulk                                                                | 2008                |
| Universo Extendido de DC     | 2013 | Universo DC (DCU)                                                                  | 2024                |
| The Punisher                 | 1989 | The Punisher Punisher: War Zone                                                    | 2004 2008           |
| Los 4 Fantásticos            | 2005 | 4 Fantásticos The Fantastic Four: First Steps                                      | 2015 2025           |
| La Saga Millennium           | 2009 | The Girl with the Dragon Tattoo                                                    | 2011                |
| Child's Play                 | 1988 | Child's Play                                                                       | 2019                |
| Hellraiser                   | 1987 | Hellraiser                                                                         | 2022                |
| Super Mario Bros             | 1993 | Super Mario Bros.: la película                                                     | 2023                |
| Garfield: la película        | 2004 | Garfield: Fuera de casa                                                            | 2024                |
| Resident Evil                | 2002 | Resident Evil:Welcome to Racoon City                                               | 2021                |
| Supergirl                    | 1984 | Supergirl                                                                          | 2026                |

## Reinicios en el videojuego
| Franquicia                   | Año  | Reinicios                                                                                                | Año del reinicio    |
| ---------------------------- | ---- | --- | ------------------- |
| Prince of Persia             | 1989 | Prince of Persia: Las Arenas del Tiempo Prince of Persia                                                 | 2003 2008           |
| Tomb Raider                  | 1996 | Tomb Raider: Legend Tomb Raider                                                                          | 2006 2013           |
| Resident Evil 2              | 1998 | Resident Evil 2                                                                                          | 2019                |
| Call of Duty: Modern Warfare | 2007 | Call of Duty: Modern Warfare                                                                             | 2019                |
| Alone in the Dark            | 1992 | Alone in the Dark: The New Nightmare Alone in the Dark Alone in the Dark: Illumination Alone In The Dark | 2001 2008 2015 2024 |
| Bomberman                    | 1982 | Bomberman: Act Zero                                                                                      | 2006                |
| Spyro the Dragon             | 1998 | La leyenda de Spyro: Un nuevo comienzo                                                                   | 2006                |
| Doom                         | 1993 | Doom | 2016                |
| Prey                         | 2006 | Prey | 2017                |
| Silent Hill                  | 1999 | Silent Hill Shattered Memories                                                                           | 2010                |
| Bionic Commando              | 1987 | Bionic Commando                                                                                          | 2009                |
| Assassin's Creed             | 2007 | Assassin's Creed: Origins Assassin's Creed: Valhalla                                                     | 2017 2020           |
| Devil May Cry                | 2001 | DmC: Devil May Cry                                                                                       | 2013                |
| Forza Motorsport             | 2005 | Forza Motorsport                                                                                         | 2023                |
| God of War                   | 2005 | God of War                                                                                               | 2018                |
| Mortal Kombat                | 1992 | Mortal Kombat 9 Mortal Kombat 1                                                                          | 2011 2023           |
| Battletoads                  | 1991 | Battletoads                                                                                              | 2020                |
| Touhou Project               | 1995 | Touhou 6: Embodiment of Scarlet Devil                                                                    | 2002                |
| Forbidden Siren              | 2003 | Siren: Blood Curse                                                                                       | 2008                |
| Splatterhouse                | 1988 | Splatterhouse                                                                                            | 2010                |
| Shinobi                      | 1987 | Shinobi Shinobi 3D                                                                                       | 2002 2011           |

## Reinicios en series y telenovelas
| Franquicia                             | Año           | Reinicio                                                                                            | Año del reinicio    |
| -------------------------------------- | ------------- | --------------------------------------------------------------------------------------------------- | ------------------- |
| Walker, Ranger de Texas                | 1993-2001     | Walker                                                                                              | 2021-2024           |
| MacGyver                               | 1985-1992     | MacGyver                                                                                            | 2016-2021           |
| Sabrina the Teenage Witch              | 1996-2003     | Chilling Adventures of Sabrina                                                                      | 2018-2020           |
| Charmed                                | 1998-2006     | Charmed                                                                                             | 2018-2022           |
| Gossip Girl                            | 2007-2012     | Gossip Girl                                                                                         | 2021                |
| El internado                           | 2007-2010     | El internado: Las Cumbres                                                                           | 2021                |
| La Quintrala                           | 1987          | La doña                                                                                             | 2011-2012           |
| Pretty Little Liars                    | 2010-2017     | Pretty Little Liars: Original Sin                                                                   | 2022-2024           |
| Scream: The TV series                  | 2015-2016     | Scream: Resurrección                                                                                | 2019                |
| Teen Titans                            | 2003-2006     | Teen Titans Go!                                                                                     | 2013-presente       |
| She-Ra, La Princesa del Poder          | 1985-1987     | She-Ra y las princesas del poder                                                                    | 2018-2020           |
| La Mujer Biónica                       | 1976-1978     | La Mujer Biónica                                                                                    | 2007                |
| Charlie´s Angels                       | 1978-1981     | Charlie´s Angels                                                                                    | 2011                |
| Thundercats                            | 1985-1989     | Thundercats ThunderCats Roar                                                                        | 2011 2020           |
| The Powerpuff Girls                    | 1998-2005     | Powerpuff Girls Z The Powerpuff Girls                                                               | 2006-2007 2016-2019 |
| My Little Pony: La magia de la amistad | 2010-2019     | My Little Pony: Pony Life                                                                           | 2020-2021           |
| Bob Esponja                            | 1999-presente | Kamp Koral: SpongeBob's Under Years                                                                 | 2021-presente       |
| Ben 10                                 | 2005-2008     | Ben 10                                                                                              | 2016-2021           |
| Thomas & Friends                       | 1984-2021     | Thomas and Friends: All Engines Go!                                                                 | 2021-presente       |
| Ducktales                              | 1987-1990     | Ducktales                                                                                           | 2017-2021           |
| Winx Club                              | 2004-2010     | Fate: The Winx Saga                                                                                 | 2021-2022           |
| Bob the Builder                        | 2001-2014     | Bob the Builder                                                                                     | 2015-2018           |
| He-Man and the Masters of the Universe | 1983-1985     | The New Adventures of He-Man He-Man and the Masters of the Universe Masters of Universe: Revelation | 1990 2000-2004 2021 |
| Cuna de lobos                          | 1986          | Cuna de lobos                                                                                       | 2019                |
| La usurpadora                          | 1998          | La usurpadora                                                                                       | 2019                |
| Rubí                                   | 2004          | Rubí                                                                                                | 2020                |
| Los ricos tambien lloran               | 1979          | María la del barrio Los ricos también lloran                                                        | 1996 2022           |
| La madrastra                           | 1981          | La madrastra La madrastra (Serie)                                                                   | 2005 2022           |
| El maleficio                           | 1983          | El maleficio                                                                                        | 2023                |
| Mujeres asesinas: México               | 2008          | Mujeres asesinas: México 2022                                                                       | 2022                |
| El Chavo del 8                         | 1973-1980     | El Chavo animado                                                                                    | 2006-2014           |
| Amores de mercado                      | 2001          | Nuevo amores de mercado                                                                             | 2025                |
| El señor de La Querencia               | 2008          | El señor de La Querencia                                                                            | 2024                |
| Daredevil                              | 2015          | Daredevil: Born Again                                                                               | 2025                |

## Reinicios en el anime
| Franquicia                         | Año       | Reinicio                                     | Año del reinicio |
| ---------------------------------- | --------- | -------------------------------------------- | ---------------- |
| Hellsing                           | 2001-2002 | Hellsing Ultimate                            | 2006-2012        |
| Fullmetal Alchemist                | 2003-2004 | Fullmetal Alchemist: Brotherhood             | 2009-2010        |
| Hunter × Hunter                    | 1999-2001 | Hunter × Hunter                              | 2011-2014        |
| Sailor Moon                        | 1992-1997 | Sailor Moon Crystal                          | 2014-2016        |
| Fruits Basket                      | 2001      | Fruits Basket                                | 2019-2021        |
| Dororo                             | 1969      | Dororo                                       | 2019             |
| Digimon Adventure                  | 1999-2000 | Digimon Adventure                            | 2020             |
| Dragon Quest: The Adventure of Dai | 1991-1992 | Dragon Quest: The Adventure of Dai           | 2020-2022        |
| Tokyo Mew Mew                      | 2002-2003 | Tokyo Mew Mew New                            | 2022-2023        |
| Urusei Yatsura                     | 1981-1986 | Urusei Yatsura                               | 2022-2024        |
| Rurouni Kenshin                    | 1996-1998 | Rurouni Kenshin                              | 2023-presente    |
| Spice and Wolf                     | 2008-2009 | Spice and Wolf: Merchant Meets the Wise Wolf | 2024-presente    |
| Bartender                          | 2006      | Bartender: Glass of God                      | 2024             |